# Anthem (Lied)
Anthem (engl. für: Hymne) ist eine Ballade der britischen Hardrock-Band Deep Purple, die im Jahr 1968 auf deren zweiten Studioalbum The Book of Taliesyn erstmals veröffentlicht wurde. 1969 erschien das Lied in Italien auch als Jukebox-Single und wurde dafür in zwei Hälften geteilt. Musikalischer Schöpfer des Stücks ist Organist Jon Lord, der Text stammt von Sänger Rod Evans.

## Hintergrund
Anthem war bei seinem Erscheinen das Deep-Purple-Stück, das am deutlichsten den damals von der Band eingeschlagenen Annäherungsversuch zwischen Rockmusik und Klassik offenbarte – einer  Musikrichtung, die gerade durch Keith Emersons Band The Nice eine hohe Aufmerksamkeit und Popularität erlangt hatte.
Im Anfangssegment bewegt sich das Lied im Bereich des Psychedelic Rock, um nach einer kürzeren Orgelpassage, gespielt von Jon Lord, in einen Mittelteil unter der Begleitung eines kompletten Orchesters in einen barockmusikalischen Stil zu entschwinden, bevor es Ritchie Blackmore mit seinem Gitarrensolo in das Anfangsmuster zurückführt. Die Gesangspassagen von Rod Evans sind am Anfang und am Ende des Liedes Anthem zu hören, der Mittelteil ist rein instrumentaler Natur. Die Schlagzeugeinsätze, gespielt von Ian Paice, sind an die Orgelrhythmen Lords und die Gitarrenarbeit Blackmores angepasst. Eine wiederum von Jon Lord gespielte Orgelpassage beschließt das Stück nach 6:31 Minuten Spieldauer.
Anthem gilt als ein musikalischer Wegbereiter für das ähnlich konzipierte Lied April, das auf Deep Purples drittem Studioalbum Deep Purple erschien.